# Eva Muszynski
Eva Muszynski (* 13. April 1962 in Berlin; † 25. August 2020) war eine deutsche Illustratorin und Kinderbuchautorin.

## Leben
Muszynski absolvierte ein Grafik-Design-Studium an der Hochschule der Künste Berlin, das sie 1991 mit einer Diplomarbeit über die „Farbige Bildgeschichte in Buchform“ abschloss. Danach widmete sie sich zunächst dem Zeichnen von Comics für Erwachsene. Ab 1997 schrieb und illustrierte sie Kinderbücher.
Bei einem Comic-Kurs lernte sie ihren zukünftigen Ehemann Karsten Teich (* 1967) kennen. Muszynski führte Teich an die Illustration von Kinderbüchern heran und arbeitete in den folgenden Jahren sowohl mit ihm zusammen, als auch an separaten Projekten. Ihren größten Erfolg hatten sie mit einer gemeinsam gestalteten Kinderbuchreihe rund um die Figur „Cowboy Klaus“, die ab 2007 beim Friedenauer Tulipan Verlag von Mascha Schwarz erschien. Die an Fünf- bis Siebenjährige gerichteten Bücher über einen nicht sehr heldenhaften Cowboy wurden mehrfach ausgezeichnet (u. a. Eule des Monats 12/2007) und erhielten gute Kritiken. Insbesondere der zweite Band „Cowboy Klaus und das pupsende Pony“ wurde zum Bestseller. Einige Bände erschienen als Hörbuch und wurden unter anderem ins Niederländische, Französische und Polnische übersetzt. Basierend auf der Kinderbuchreihe strahlten Das Erste und KiKA ab dem 29. Mais 2011 im Rahmen der Sendung mit der Maus die Western-Trickfilmserie Cowboy Klaus aus. Zusätzliche Geschichten über „Cowboy Klaus“ erschienen 2016 in der Maxi-Pixi-Reihe vom Carlsen Verlag.
Muszynski arbeitete für verschiedene Verlage und Altersgruppen. So gestaltete sie unter anderem einige Bilderbücher für Kleinkinder, die bei Ravensburger erschienen, während sie auch Bücher illustrierte (z. B. der österreichischen Autorin Saskia Hula), die sich an Leser im Vorschul- und Schulalter richten.
Muszynski lebte in Berlin-Kreuzberg und engagierte sich lokalpolitisch unter anderem für die dortige Markthalle IX und Flüchtlingskinder. 2020 starb sie mit 58 Jahren nach kurzer Krankheit. Sie hinterließ ihren Ehemann und zwei Söhne.

## Veröffentlichungen (Auswahl)
- Für dich bin ich immer da. Sauerländer, Düsseldorf 2004, ISBN 3-7941-5076-7.
- Mit dir möchte ich zusammen sein. Sauerländer, Düsseldorf 2004, ISBN 3-7941-5077-5.
- Theo und sein Schatten. Betz, München 2005, ISBN 3-219-11237-4.
- Mein erstes Buch. Ravensburger Buchverlag, Ravensburg 2015, ISBN 978-3-473-43518-0.
- Wo ist die Maus? Beltz & Gelberg, Weinheim 2017, ISBN 978-3-407-82303-8.
- Was spielt die Maus? Beltz & Gelberg, Weinheim 2018, ISBN 978-3-407-75414-1.

mit Karsten Teich (Illustrator):
- Cowboy Klaus und sein Schwein Lisa. Tulipan Verlag, Berlin 2007, ISBN 978-3-939944-01-0.
- Cowboy Klaus und das pupsende Pony. Tulipan Verlag, Berlin 2008, ISBN 978-3-939944-19-5.
- Cowboy Klaus und der fiese Fränk. Tulipan Verlag, Berlin 2009, ISBN 978-3-939944-36-2.
- Cowboy Klaus und die harten Hühner. Tulipan Verlag, Berlin 2010, ISBN 978-3-939944-57-7.
- Cowboy Klaus und Otto der Ochsenfrosch. Tulipan Verlag, Berlin 2011, ISBN 978-3-939944-78-2.
- Cowboy Klaus und die Rodeo-Rüpel. Tulipan Verlag, Berlin 2012, ISBN 978-3-86429-106-7.
- Cowboy Klaus und Toni Tornado. Tulipan Verlag, Berlin 2013, ISBN 978-3-86429-158-6.
- Cowboy Klaus und der Weihnachtsmann im Kaktuswald. Tulipan Verlag, Berlin 2013, ISBN 978-3-86429-149-4.
- Cowboy Klaus beim Präriehund-Pau-Wau. Tulipan Verlag, München 2014, ISBN 978-3-86429-203-3.
- Cowboy Klaus und die wüste Wanda. Tulipan Verlag, München 2015, ISBN 978-3-86429-233-0.
- Cowboy Klaus und Kaktus Krause. Tulipan Verlag, München 2016, ISBN 978-3-86429-279-8.
- Cowboy Klaus und die Gold-Rosi. Tulipan Verlag, München 2019, ISBN 978-3-86429-451-8.

- Trudel Gedudel purzelt vom Zaun. cbj, München 2019, ISBN 978-3-570-17592-7.
- Trudel Gedudel foppt den Fuchs. cbj, München 2020, ISBN 978-3-570-17593-4.

mit Saskia Hula (Autorin): 
- Nuno geteilt durch zwei. Mixtvision, München 2013, ISBN 978-3-939435-83-9.
- Gilberts grausiges Getier. Gerstenberg, Hildesheim 2014, ISBN 978-3-8369-5713-7.
- Bikos letzter Tag. Klett Kinderbuch, Leipzig 2017, ISBN 978-3-95470-164-3.
- Elvis im Einsatz. Obelisk Verlag, Innsbruck 2018, ISBN 978-3-85197-894-0.

mit Marieke Smithuis (Autorin), Meike Blatnik (Übersetzerin): 
- Lotte und Rose: immer Ärger mit den Jungs. Gerstenberg, Hildesheim 2018, ISBN 978-3-8369-5927-8.